# Médaille Victoria de l'honneur
Ne doit pas être confondu avec médaille Victoria.

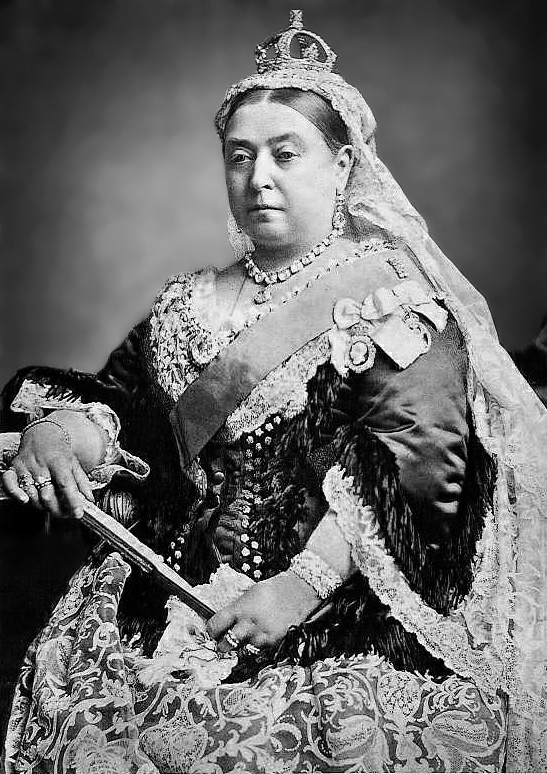
Portrait de la reine Victoria d'Angleterre, l'impératrice Victoria des Indes, 1887.

La médaille Victoria de l’honneur (en anglais, Victoria Medal of Honour (VMH) est décernée par la Royal Horticultural Society aux personnalités les plus importantes de l’horticulture du Royaume-Uni. Ce prix est fondé en 1897, à l’occasion du 63e anniversaire du règne de la reine Victoria (1819-1901). Seules 63 personnes peuvent être titulaires en même temps de la médaille, d'où l'irrégularité des dates de remises.

## Lauréats
- 1897 : soixante médailles sont remises lors de sa création, entre autres à[2] :
  - John Gilbert Baker (1834-1920)
  - Isaac Bayley Balfour (1853-1922)
  - Henry Nicholson Ellacombe (en)
  - Henry John Elwes (1846-1922)
  - Michael Foster (1836-1907)
  - Joseph Dalton Hooker (1817-1911)
  - Gertrude Jekyll (1843-1932)
  - George Nicholson (1847-1908)
  - William Paul (1822-1905)
  - Lionel Walter Rothschild (1868-1937)
  - Ellen Willmott (1858-1934)
- 1902 : Mordecai Cubitt Cooke (1825-1914)
- 1903 : Thomas Hanbury (1832-1907)
- 1906 : Richard Irwin Lynch (1850-1924)
- 1912 : Sir David Prain (1857-1944)
- 1912 : Ernest Henry Wilson (1876-1930)
- 1925 : Sir William Wright Smith (1875-1956)
- 1917 : Alfred Barton Rendle (1865-1938)
- 1921 : George Forrest (1873-1932)
- 1944 : John Hutchinson (1884-1972)
- 1955 : Lilian Snelling (1879-1972)
- 1968 : Graham Stuart Thomas (1909-2003)
- 1971 : Frances Perry (1907-1993)
- 1972 : Richard Eric Holttum (1895-1990)
- 1979 : Christopher Hamilton Lloyd (1921-2006)
- 1987 : Beth Chatto (1923-)
- 1999 : Ghillean Prance (1937-)
- 2009 : Prince Charles